# Carta verde (automóvil)

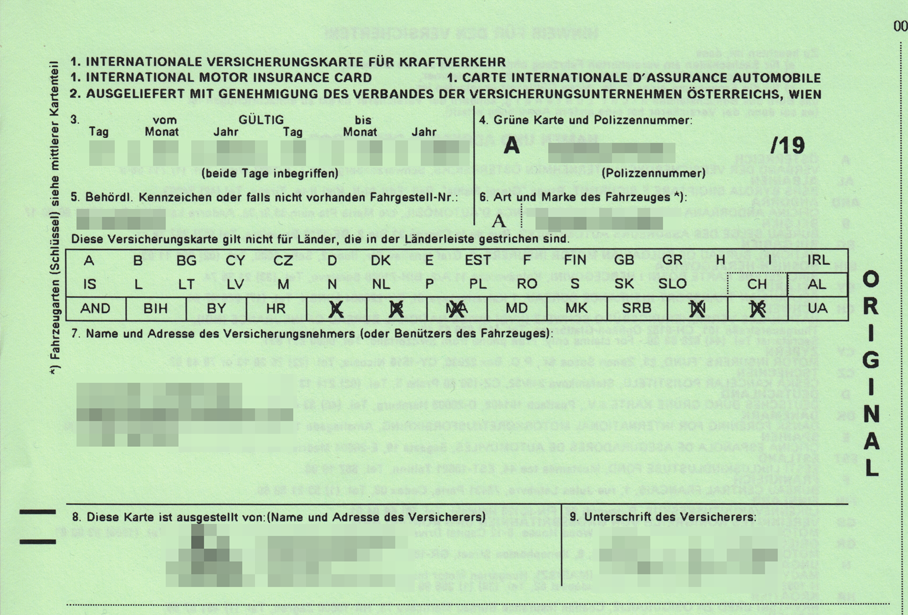
Carta verde

La Carta Verde (también conocida como la Carta Internacional de los seguros de vehículos de motor) es un documento de seguro suscritos por todos los seguros de un país determinado que acredita que el vehículo está asegurado en países que figuran en el propio documento y que han firmado un acuerdo específico. Debe su nombre a ser impreso en papel verde.

## Historia
En 1949 una conferencia internacional en Londres de seguros de automóviles fueron adoptadas por el Consejo Económico y Social de las Naciones Unidas y estableció formalmente la Oficina del Consejo con sede en Londres. En 1951 la primera reunión oficial del Consejo de la Oficina, que aprobó el modelo de acuerdo entre las oficinas nacionales de los países participantes del sistema y la adopción de normas comunes para la "Carta Verde". El acuerdo sobre la "Carta Verde" entró en vigor el 1 de enero de 1953. Según él, la póliza de seguro de responsabilidad civil emitidas en cualquier país - Acuerdo de miembro es válida en el territorio de otro país miembro del acuerdo. 
En 2010 el sistema de "Carta Verde" incluye 45 países de Europa, Asia y África.
En 2006, la sede del Consejo de la Oficina se trasladó a Bruselas

## Países

| Cód. | País            | Límite por cada víctima | Límite para todas las víctimas | Límite por vehículo   | Límite para todos los vehículos |
| ---- | --------------- | ----------------------- | ------------------------------ | --------------------- | ------------------------------- |
| A    | Austria         |                         | € 5 000 000                    |                       | € 1 000 000                     |
| AL   | Albania         | € 165 000               | € 413 000                      |                       | € 41 300                        |
| AND  | Andorra         |                         | € 50 000 000                   |                       | € 50 000 000                    |
| AZ   | Azerbaiyán      | € 2 765                 | € 27 650                       | € 2 765               | € 2 765                         |
| B    | Bélgica         |                         | Sin límite                     |                       | € 100 000 000                   |
| BG   | Bulgaria        | € 358 000               | € 512 000                      |                       | € 102 000                       |
| BIH  | Bosnia          |                         | € 512 000                      |                       | € 179 000                       |
| BY   | Bielorrusia     | € 10 000                | € 30 000                       | € 10 000              | € 30 000                        |
| CH   | Suiza           |                         | € 3 360 000                    |                       | € 3 360 000                     |
| CY   | Chipre          |                         | € 5 000 000                    |                       | € 1 000 000                     |
| CZ   | República Checa | € 1 319 000             |                                |                       | € 1 319 000                     |
| D    | Alemania        |                         | € 7 500 000                    |                       | € 1 000 000                     |
| DK   | Dinamarca       |                         | 1.289.000 €                    |                       | € 2 550 000                     |
| E    | España          |                         | € 70 000 000                   |                       | € 15 000 000                    |
| EST  | Estonia         | € 351 000               |                                | € 102 000             |                                 |
| F    | Francia         |                         | Sin límite                     |                       | € 1 000 000                     |
| FIN  | Finlandia       |                         | Sin límite                     |                       | € 3 300 000                     |
| GB   | Reino Unido     |                         | Sin límite                     |                       | € 1 027 000                     |
| GR   | Grecia          |                         | € 500 000                      |                       | € 100 000                       |
| H    | Hungría         |                         | € 5 636 000                    |                       | € 1 879 000                     |
| HR   | Croacia         |                         | € 480 000                      |                       | € 205 000                       |
| I    | Italia          |                         | € 774 685                      |                       | € 774 685                       |
| IL   | Israel          | Sin límite              | Sin límite                     | De seguro obligatorio | De seguro obligatorio           |
| IR   | Irán            | € 34 000                | Sin límite                     |                       | 730 €                           |
| IRL  | Irlanda         |                         | Sin límite                     |                       | € 1 000 000                     |
| IS   | Islandia        |                         | € 10 560 000                   |                       | € 1 602 000                     |
| L    | Luxemburgo      |                         | Sin límite                     |                       | Sin límite                      |
| LT   | Lituania        |                         | € 500 000                      |                       | € 100 000                       |
| LV   | Letonia         |                         | € 350 000                      |                       | € 100 000                       |
| M    | Malta           |                         | € 2 500 000                    |                       | € 500 000                       |
| MA   | Marruecos       |                         | € 892 000                      |                       | € 892 000                       |
| MD   | Moldavia        | € 24 000                | € 48 000                       |                       | € 35 000                        |
| MK   | Macedonia       |                         | 100 000                        |                       | € 50 000                        |
| N    | Noruega         |                         | Sin límite                     |                       | € 1 235 000                     |
| NL   | Países Bajos    |                         | € 5 000 000                    |                       | € 1 000 000                     |
| P    | Portugal        |                         | € 1 200 000                    |                       | € 600 000                       |
| PL   | Polonia         |                         | € 1 500 000                    |                       | € 300 000                       |
| RO   | Rumanía         |                         | € 1 500 000                    |                       | € 300 000                       |
| RUS  | Rusia           | € 6 400                 |                                | € 5 100               |                                 |
| S    | Suecia          |                         | € 27 347 000                   |                       | € 27 347 000                    |
| SK   | Eslovaquia      |                         | € 2 500 000                    |                       | € 500 000                       |
| SLO  | Eslovenia       |                         | € 3 700 000                    |                       | € 750 000                       |
| SRB  | Serbia          |                         | € 630 00                       |                       | € 126 000                       |
| TN   | Túnez           |                         | Sin límite                     |                       | Sin límite                      |
| TR   | Turquía         | € 70 000                | € 350 000                      | € 7 000               | € 14 000                        |
| UA   | Ucrania         | € 4 600                 | Sin límite                     | € 2 300               | € 11 700                        |

## Otros documentos
- Carta rosa
- Carta marrón
- Carta naranja